# Генріх фон Айнзідель
Граф Генріх фон Айнзідель (нім. Heinrich Graf von Einsiedel; 26 червня 1921, Потсдам — 18 червня 2007, Мюнхен) — німецький льотчик-винищувач, політик і письменник, лейтенант люфтваффе.

## Біографія
Молодший з трьох дітей графа Герберта фон Айнзіделя (1885—1945) і графині Ірени фон Бісмарк-Шенхаузен (1888—1982). Правнук Отто фон Бісмарка. Шлюб батьків розпався в 1931 році.
У Другу світову війну Айнзідель служив льотчиком-винищувачем Jagdgeschwader 2, був збитий 30 серпня 1942 року на Східному фронті і потрапив у радянський полон. Потім навчався в антифашистській школі, працював в антифашистській групі, став одним із засновників, заступником голови та фронтовим уповноваженим з пропаганди Національного комітету «Вільна Німеччина».
Всього за час бойових дій збив 33 радянські літаки, включаючи 4 бомбардувальника Пе-2.
Після звільнення з полону, в червні 1947, вступив в СЄПН і працював журналістом у виданні Tägliche Rundschau в Радянській зоні окупації Німеччини. Наприкінці 1948 року виїхав на Захід. Згодом працював перекладачем, сценаристом і письменником. У 1957-1992 роках перебував у Соціал-демократичної партії Німеччини, звідки перейшов до Партії демократичного соціалізму. У 1994 році був обраний депутатом бундестагу із земельного списку ПДС в Саксонії.

## Сім'я
У 1955-1964 роках був одружений з актрисою і згодом політиком Барбарою Рюттінг. У другій шлюб вступив в 1972 році з Хельгою Лехтапе, уродженої Грютер, у подружжя народилося двоє синів.

## Нагороди
- Залізний хрест 2-го і 1-го класу
- Німецький хрест в золоті (25 серпня 1942)